# Wireless Institute of Australia
The Wireless Institute of Australia (WIA) – pierwsza i najstarsza na świecie organizacja zrzeszająca australijskich krótkofalowców, założona została w roku 1910. Jest członkiem IARU. Stowarzyszenie jest reprezentantem wszystkich krótkofalowców, pośrednicząc między nimi a kontrolującym i nadzorującym rynek mediów i telekomunikacji w Australii organem Australian Communications and Media Authority (ACMA).
WIA jest również wydawcą miesięcznika dla swoich członków Amateur Radio.

## WICEN
The Wireless Institute Civil Emergency Network (WICEN) jest organizacją pozarządową, samofinansującą, skupiającą grupę krótkofalowców-wolontariuszy, którzy wykorzystując swoje urządzenia zapewniają łączność radiową analogową i cyfrową z różnymi urzędami i organizacjami w sytuacjach wyjątkowych i kryzysowych, przekazując informacje z polowych baz do centrum koordynacji.
WICEN jest niezależną organizacją, działającą pod patronatem zarządu Wireless Institute of Australia. Działa jako autonomiczne ciało w każdym australijskim stanie lub terytorium, według oddzielnego planu przeciwdziałania klęskom żywiołowym.
WICEN współpracuje z takimi organizacjami jak State Emergency Service, Armia Zbawienia, Czerwony Krzyż i innymi proszącymi o pomoc w przekazywaniu wiadomości radiowych w nagłych wypadkach.
Ostatnio WICEN wykorzystany był podczas pożarów buszu w roku 2009.